# Toda mujer
Toda mujer é uma telenovela venezuelana exibida em 1999 pela Venevisión.

## Elenco
- Gabriela Vergara - Manuela Alejandra Mendoza Castillo
- Víctor Cámara - Ricardo Alfonso Tariffi Palacios
- Mimi Lazo - Celia Martínez Guerrero / Cecilia Martínez Guerrero
- Jean Carlos Simancas - Marcelo Bustamante
- Amanda Gutiérrez - Graciela Castillo de Bustamante
- Daniel Alvarado - Néstor Cordido / Benjamin Malaver
- Gigi Zanchetta - Verónica Velásquez
- Elba Escobar - Margot Castillo
- Elizabeth Morales - Joyce Sandoval
- Daniela Bascope - Elizabeth Tariffi Martínez
- Asdrubal Blanco - René Bustamante Castillo
- César Román - Moisés Cordido
- Javier Valcarcel - Gustavo Mendoza Castillo
- Yanis Chimaras - Juan Marcos Prieto
- María Fabiola Colmenares - Katiuska Grun
- Nancy González - Hortensia Tariffi
- Adolfo Cubas - Renato Chasin
- Deyalit Lopez - Yusmeri
- Isabel Moreno - Jade